# Dikson
Dikson (ryska Диксон) är en ort i norra Ryssland, och är belägen i Tajmyrien i Krasnojarsk kraj. Orten, som är belägen vid Karahavet i Norra ishavet och är Rysslands nordligaste hamn, hade 650 invånare i början av 2015. Orten har avfolkats i snabb takt, från att ha cirka 5 000 invånare under 1980-talet, 1 198 invånare vid folkräkningen 2002, och vidare ner till dagens nivå. Den västra delen av Dikson (tillsammans med flygplatsen) är belägen på Diksonön, den östra delen på fastlandet.
Dikson är namngiven efter svensken Oscar Dickson.